# Kvisslavattnet
Kvisslavattnet är en sjö i Sundsvalls kommun i Medelpad och ingår i Selångersåns huvudavrinningsområde. Sjön har en area på 0,0717 kvadratkilometer och ligger 273,4 meter över havet.

## Delavrinningsområde
Kvisslavattnet ingår i det delavrinningsområde (693717-155300) som SMHI kallar för Utloppet av Bryggtjärnen. Medelhöjden är 310 meter över havet och ytan är 8,9 kvadratkilometer. Räknas de 4 avrinningsområdena uppströms in blir den ackumulerade arean 27,6 kvadratkilometer. Bryggtjärnsån som avvattnar avrinningsområdet har biflödesordning 2, vilket innebär att vattnet flödar genom totalt 2 vattendrag innan det når havet efter 40 kilometer. Avrinningsområdet består mestadels av skog (84 procent). Avrinningsområdet har 0,3 kvadratkilometer vattenytor vilket ger det en sjöprocent på 3,4 procent.